# Чемпіонат України з легкої атлетики в приміщенні 1999
Чемпіонат України з легкої атлетики в приміщенні 1999 серед дорослих був проведений 5-7 лютого у Львові в легкоатлетичному манежі СКА.
Першість з легкоатлетичних багатоборств була розіграна 30-31 січня в Броварах у манежі обласної ШВСМ.

## Призери

### Чоловіки
| Дисципліни            | Золото                                   | Золото    | Срібло                                        | Срібло  | Бронза                                                             | Бронза  |
| --------------------- | ---------------------------------------- | --------- | --------------------------------------------- | ------- | ------------------------------------------------------------------ | ------- |
| 60 метрів             | Микола Тимченко Миколаївська область     | 6,73      | Віталій Сенів Івано-Франківська область       | 6,76    | Богдан Замостяник Київ                                             | 6,79    |
| 200 метрів            | Богдан Замостяник Київ                   | 21,48     | Роман Галкін Харківська область               | 21,72   | Олександр Кайдаш Харківська область                                | 22,21   |
| 400 метрів            | Володимир Рибалка Київ                   | 49,08     | Євген Зюков Харківська область                | 49,38   | Володимир Дорош Львівська область                                  | 49,46   |
| 800 метрів            | Андрій Твердоступ Харківська область     | 1.51,98   | Володимир Ковалик Івано-Франківська область   | 1.52,59 | Сергій Мартинов Київська область                                   | 1.52,67 |
| 1500 метрів           | Анатолій Якимович Волинська область      | 3.50,45   | Ігор Ліщинський Донецька область              | 3.50,92 | Андрій Наумов Донецька область                                     | 3.51,72 |
| 3000 метрів           | Андрій Наумов Донецька область           | 8.12,14   | Ігор Ліщинський Донецька область              | 8.15,98 | Сергій Редько Луганська область                                    | 8.18,37 |
| 60 метрів з бар'єрами | Дмитро Колесниченко Рівненська область   | 7,92      | Володимир Білоконь Черкаська область          | 7,93    | Андрій Вінницький Київ                                             | 8,05    |
| Стрибки у висоту      | Андрій Соколовський Вінницька область    | 2,31      | Руслан Стіпанів Хмельницька область           | 2,20    | В'ячеслав Тиртишник Київська область                               | 2,20    |
| Стрибки з жердиною    | Денис Юрченко Донецька область           | 5,40      | Максим Руденко Донецька область               | 5,30    | Віктор Вадатурський Одеська областьСергій Фоменко Донецька область | 5,30    |
| Стрибки у довжину     | Роман Щуренко Київ                       | 7,98      | Олексій Лукашевич Дніпропетровська область    | 7,68    | Дмитро Мишка Тернопільська область                                 | 7,62    |
| Потрійний стрибок     | Віталій Колпаков Київ                    | 16,79     | Сергій Ізмайлов Полтавська область            | 16,74   | Юрій Осипенко Дніпропетровська область                             | 16,63   |
| Штовхання ядра        | Олександр Багач Київська область         | 21,36 NIR | Юрій Білоног Одеська область                  | 20,35   | Віталій Сидоров Одеська область                                    | 18,27   |
| Семиборство           | Олександр Юрков Дніпропетровська область | 5427      | Володимир Михайленко Дніпропетровська область | 5384    | Сергій Рябчун Харківська область                                   | 5199    |

### Жінки
| Дисципліни            | Золото                               | Золото  | Срібло                                    | Срібло       | Бронза                                     | Бронза  |
| --------------------- | ------------------------------------ | ------- | ----------------------------------------- | ------------ | ------------------------------------------ | ------- |
| 60 метрів             | Анжеліка Шевчук Донецька область     | 7,22    | Оксана Гуськова Харківська область        | 7,33         | Тетяна Ткаліч Харківська область           | 7,35    |
| 200 метрів            | Тетяна Ткаліч Харківська область     | 23,39   | Вікторія Фоменко Харківська область       | 24,15        | Наталія Мауріна Харківська область         | 24,45   |
| 400 метрів            | Ольга Міщенко Донецька область       | 53,14   | Галина Місірук Запорізька область         | 53,34        | Олена Рурак Запорізька область             | 54,73   |
| 800 метрів            | Юлія Кумпан Запорізька область       | 2.04,93 | Ольга Нелюбова Запорізька область         | 2.06,08      | Оксана Кочеткова Миколаївська область      | 2.06,25 |
| 1500 метрів           | Олена Городничева Запорізька область | 4.17,83 | Наталія Іванова Рівненська область        | 4.21,12      | Тетяна Кривобок Донецька область           | 4.28,87 |
| 3000 метрів           | Зоя Казновська Запорізька область    | 9.22,87 | Тетяна Гладир Миколаївська область        | 9.23,38      | Світлана Нехорош Донецька область          | 9.35,78 |
| 60 метрів з бар'єрами | Надія Бодрова Харківська область     | 8,28    | Майя Шемчишена Одеська область            | 8,50         | Ірина Ленська Львівська область            | 8,65    |
| Стрибки у висоту      | Ірина Михальченко Київ               | 1,88    | Віта Паламар Київ                         | 1,85         | Тетяна Ніколаєва Київ                      | 1,85    |
| Стрибки з жердиною    | Євгенія Савіна Харківська область    | 3,70    | Олександра Виборнова Миколаївська область | 3,70         | Людмила Приходько Донецька область         | 3,60    |
| Стрибки у довжину     | Олена Шеховцова Київ                 | 6,62    | Вікторія Вершиніна Київська область       | 6,59         | Олена Овчарова Київ                        | 6,52    |
| Потрійний стрибок     | Олена Говорова Київ                  | 14,18   | Євгенія Ставчанська Чернівецька область   | 14,18 AIU20R | Тетяна Котова Дніпропетровська область     | 14,00   |
| Штовхання ядра        | Катаржина Жакович Польща             | 17,78   | Тетяна Насонова Харківська область        | 16,55        | Надія Лукинів Івано-Франківська область    | 16,02   |
| П'ятиборство          | Людмила Блонська Київська область    | 4183    | Ельміра Соховтінова Донецька область      | 4069         | Євгенія Мазуренко Дніпропетровська область | 4002    |